# Roquetas de Mar
Roquetas de Mar é um município da Espanha, na província de Almería, comunidade autónoma da Andaluzia. Tem 60 km² de área e em 2021 tinha 98 725 habitantes (densidade: 1 645,4 hab./km²). Pertence à comarca do Poniente Almeriense, e limita com os municípios de Enix, Vícar, La Mojonera e El Ejido.